# James Anderson (spisovatel a politik)
James Anderson (1680 Aberdeen – 25. května 1739 Londýn) byl skotský spisovatel. V roce 1707 byl vysvěcen na duchovního ve Skotské církvi. V roce 1710 se odstěhoval do Londýna, kde v sloužil v Glass House Street, V Londýně byl přijat k presbyteriániům, členem církve byl až do své smrti v roce 1739.

## Život
Jeho bratr byl Adam Anderson (1692–1765) byl známý skotský ekonom. James se narodil mezi roky 1679 a 1680 v Aberdeen, kde také vystudoval a získal akademické tituly M.A. a D.D. V roce 1710 byl jmenován duchovním Presbyteriánské církve, která sídlila na Swallow Street, v Londýně. V roce 1734 byl přeložen na Lisle Street, v Leicester Fields. Podle časopisu Gentleman's Magazine byl: „mezi členy této církve v Londýně znám jako biskup Anderson", byl také popisován jako: „učený ale nerozvážný muž, který přišel o značnou část majetku ve fatálním roce 1720", kdy zkrachovala společnost South Sea Company, šlo o tzv. jihomořskou bublinu. Několik jeho kázání bylo vydáno tiskem. Jedno z nich se jmenovalo No King-Killers a Anderson jej přednesl v roce 1715, na výročí popravy Karla I. Stuarta. Byl horlivým obráncem presbyteriánství během občanských válek.

## Svobodné zednářství

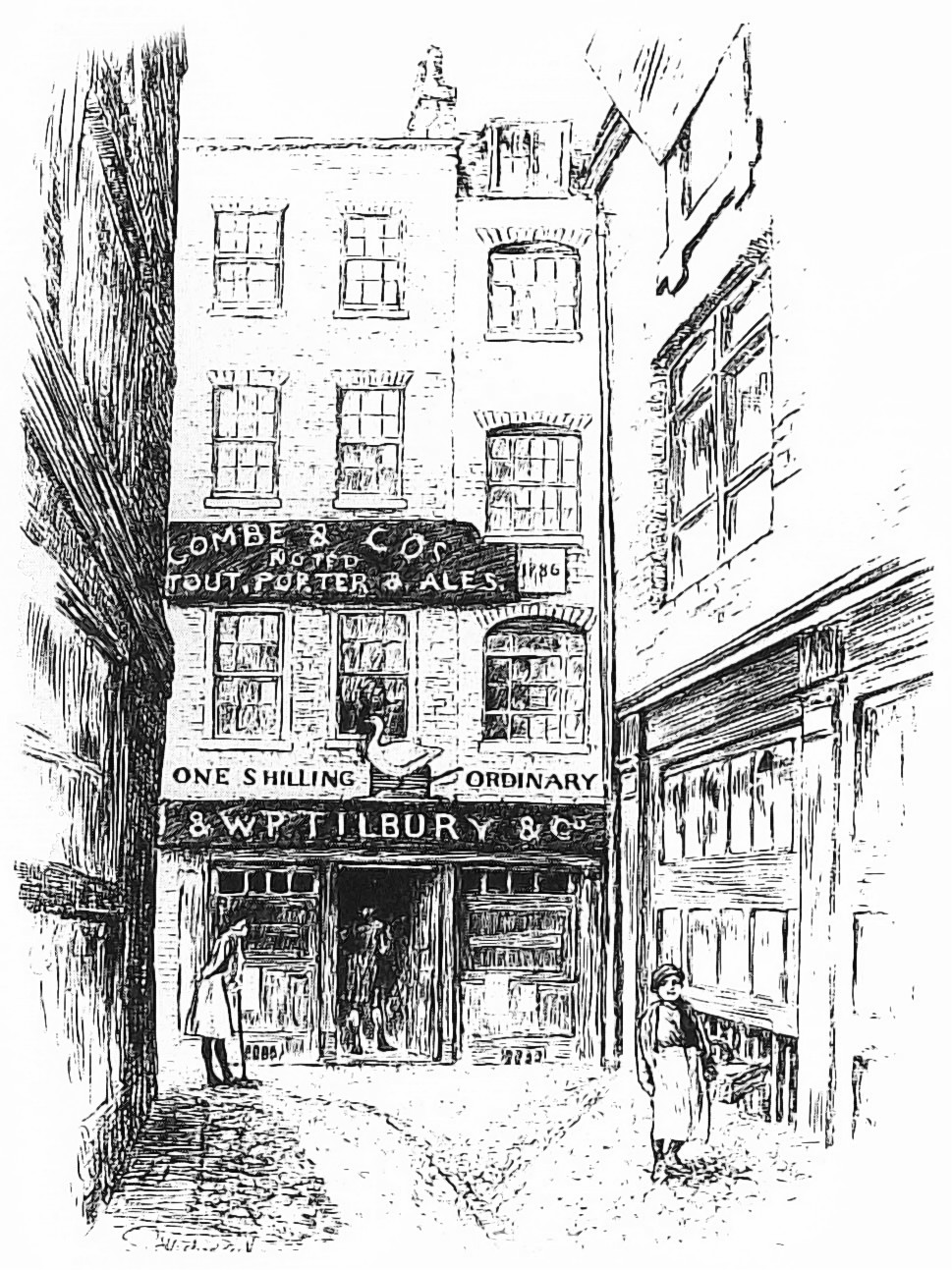
Hospoda Goose & Gridiron u katedrály svatého Pavla, kde byla v roce 1717 založena Velká lože.

Anderson byl svobodný zednář, mistr zednářské lóže a velký dozorce Velké lože v Londýně a ve Westminsteru. V září 1721 byl pověřen sepsáním historie svobodného zednářství, která byla vydána v roce 1723, jako Konstituce svobodných zednářů (anglicky The Constitutions of the Free-Masons). Jeho jméno se na titulní straně neuvádělo, ale jeho autorství bylo potvrzeno v příloze knihy.
Toto dílo mělo několik dotisků a bylo anglickými svobodnými zednáři uznáváno jako základní pojednání (kodex), které bylo také přeloženo do němčiny. V roce 1855 bylo vydáno v New Yorku, stejně jako později dotisky díla Johna E. Coxe Old Constitutions belonging to the Freemasons of England and Ireland (1871), Andersonův svazek A Defence of Masonry, occasioned by a pamphlet called “Masonry Dissected” (asi 1738), který byl také přeložen do němčiny, a přetisk Golden Remains of the Early Masonic Writers z roku 1847 od George Olivera (1782–1867).

## Dílo
V 1732 vydal své dílo Royal Genealogies; or, the Genealogical Tables of Emperors, Kings, and Princes, from Adam to these times. Odborně bylo založeno na Genealogických tabulkách (německy Genealogische Tabellen) od Johanna Hübnera (17. březen 1668 – 21. květen 1731). Jeho dřívější práce mají malou historickou hodnotu, pozdější byla často použita k určení vztahů v rámci genealogií kontinentálních dynastií a šlechtických domů. Práce byla ukončena synopsí o anglickém šlechtickém titulu, v přemluvě autor naznačil jeho připravenost „vymezit a korigovat v plném rozsahu genealogie všech jeho vrstevníků na Britských ostrovech".
Poslední dílo Genealogická historie Domu Yvery, v jeho různých větvích Yvery, Lovel, Perceval a Gournay (anglicky A Genealogical History of the House of Yvery, in its different branches of Yvery, Lovel, Perceval, and Gournay), kterým jej pověřil John Perceval, 1. hrabě z Egmontu a jeho syn John Perceval, 2. hrabě z Egmontu. Anderson dokončil před svou smrtí jen první svazek. Druhý svazek, který dokončil někdo jiný, byl z oběhu stažen, protože obsahoval některé znechucující poznámky k životu anglické šlechty a charakteru Irů. V roce 1742 byl tento svazek vydán, ale bez útočných pasáží. Mnoho z jeho genealogických tvrzení v knize bylo označováno za mýty.
Další jeho práce, News from Elysium, or Dialogues of the Dead, between Leopold, Roman Emperor, and Louis XIV, King of France, byly vydány krátce po jeho smrti v roce 1739.
Konstituce svobodných zednářů byla editována a dotisknuta Benjaminem Franklinem ve Philadelfii, v roce 1734, kde se stala první zednářskou knihou vytištěnou v Americe. Elektronické vydání této knihy je k dispozici on-line. Druhé londýnské vydání, značně rozšířené, bylo vydáno v 1738. Práce byla přeložena do několika jazyků, včetně nizozemštiny (1736), němčiny (1741) a francouzštiny (1745).

### Publikovaná díla
- Royal Genealogies, Or the Genealogical Tables of Emperors, Kings and Princes (1732)[8]
- A Defence of Masonry (asi 1738)[6]
- News from Elysium (1739)[12]
- A Genealogical History of the House of Yvery (1742)[9]